# Patrick Dunbar, IX conte di March
Patrick Dunbar, IX conte di March (1285 – 1368), è stato un nobile scozzese.

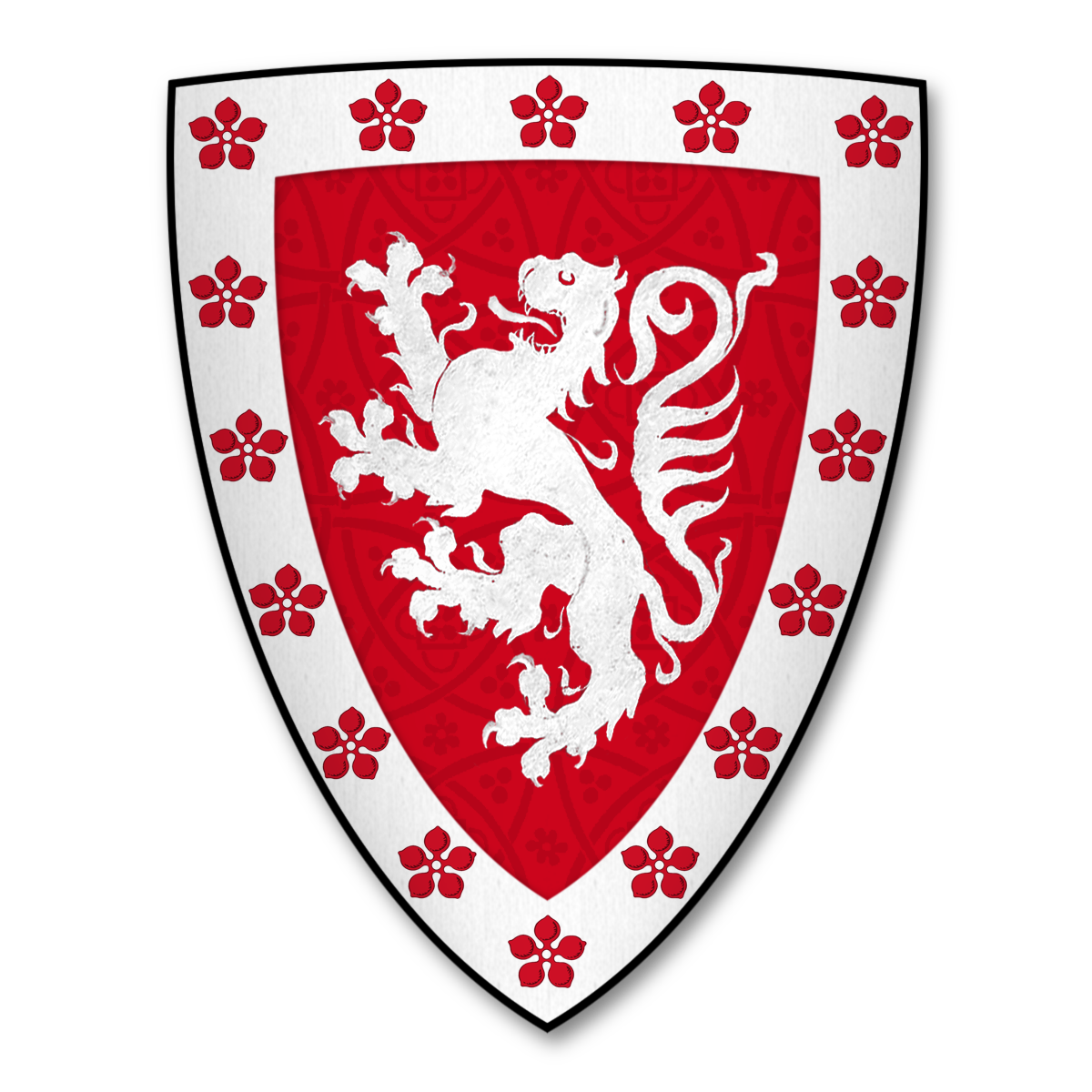
Blasone di Patrick Dunbar, IX conte di March.

Fu uno dei principali politici scozzesi durante il regno di Davide II di Scozia, ma è più spesso ricordato come marito di Agnes Randolph, eroina della seconda guerra d'indipendenza scozzese.

## Biografia
Figlio maggiore di Patrick Dunbar, VIII conte di March, assistette il padre fin da giovane, recandosi con lui nel regno d'Inghilterra nel 1307 per rendere omaggio a re Edoardo II. Poco dopo il padre morì, e il giovane poté ereditare le terre e i titoli familiari.
Dopo la rivolta scozzese di Robert Bruce Dunbar rimase fedele ad Edoardo II, recandosi nuovamente a sud nel 1313 per presentare le lamentele al re da parte dei lealisti scozzesi. Dunbar si era inoltre inimicato molte delle locali guarnigioni inglesi, che approfittando dello scarso controllo esercitato dal nuovo re saccheggiavano con regolarità le sue terre senza essere fermati. Dopo la battaglia di Bannockburn l'anno successivo Dunbar permise al fuggitivo Edoardo II di tornare in Inghilterra attraverso le sue terre, per adeguarsi infine alla situazione politica e sottomettersi al nuovo re di Scozia Roberto I.
Passato quindi alla causa scozzese, nel 1318 assediò la città di Berwick e ne ottenne in breve tempo la resa. Nel 1320 scrisse a papa Giovanni XXII, ribadendo la fedeltà al suo paese, che non venne meno con l'ascesa del nuovo re Davide II di Scozia e la successiva invasione di Edoardo Balliol. Nel 1332 Dunbar, al comando di una parte dell'esercito scozzese, non riuscì a portare assistenza al resto delle truppe comandate da Donald di Mar, che vennero sconfitte rovinosamente alla battaglia di Dupplin Moor, facendo cadere la capitale Perth nelle mani del pretendente Balliol.
Dopo aver invano tentato di assediare Perth, Dunbar rientrò a Berwick, e fu costretto ad arrendersi dopo la nuova disfatta scozzese di Halidon Hill. A questo punto cambiò di nuovo fazione e giurò fedeltà a Edoardo III d'Inghilterra, che assegnò a lui e alla moglie una pensione di 100 sterline, nuove terre e feudi e anche un posto nel parlamento inglese. Nel 1334 venne tuttavia attaccato vicino a York, derubato e malmenato; la versione ufficiale riporta un'imboscata da parte dei briganti, ma forse si trattò di una ritorsione da parte degli scozzesi.
Poco dopo, vista la debolezza di Balliol, Dunbar passò nuovamente alla causa scozzese, causando le ire di Edoardo, che nella successiva invasione devastò il Lothian e le terre del conte di March, dichiarato decaduto da ogni titolo dal sovrano inglese. Mentre Dunbar era impegnato a combattere gli inglesi in campo aperto, la moglie Agnes Randolph tenne eroicamente il castello di Dunbar durante un lungo assedio, contribuendo così alla vittoria finale scozzese. Nel 1346 era uno dei comandanti scozzesi alla battaglia di Durham, risoltasi in un ennesimo disastro.
Dopo la cattura di re Davide II da parte degli inglesi, nel 1351 Dunbar mandò suo figlio John come ostaggio per contribuire alla liberazione del sovrano. La tregua venne comunque presto rotta e il conte di March ricominciò a guerreggiare con gli inglesi, venendo brevemente catturato nel 1358. Nel 1363, insoddisfatto della condotta ormai sempre più pro-inglese di Davide II, partecipò ad una ribellione di nobili per detronizzarlo, che tuttavia fallì, obbligandolo a giurargli di nuovo fedeltà.
Ormai ultraottantenne, Patrick Dunbar era ancora attivo nel 1367, quando fece parte di una delegazione per contrattare nuovamente con gli inglesi, e all'inizio dell'anno successivo, quando si occupò di gestire l'eredità di un proprio vassallo da poco deceduto. Poco dopo tuttavia scomparve dalle cronache, indizio che morì o che rinunciò ai propri titoli.

## Discendenza
Patrick Dunbar si sposò due volte, la prima con una tale Ermengarda, Dall'unione ebbe due figli:
- Patrick Dunbar (1304 - 1350 circa), premorto al padre e dall'esistenza incerta;
- John Dunbar (? - prima del 1368), anch'egli premorto al padre, permettendo così l'ascesa del cugino George Dunbar, X conte di March.

Morta la prima moglie, nel 1320 il conte si sposò nuovamente con Agnes Randolph, figlia del guardiano di Scozia Thomas Randolph, I conte di Moray, che sarebbe assurta ad eroina della causa scozzese, eclissando la fama del suo stesso marito. I due non ebbero figli.

## Ascendenza
|                                     |                                    |                                         | Genitori                                |  |  | Nonni |  |  | Bisnonni                          |  |  | Trisnonni                 |  |
|                                     |                                    |                                         |                                         |  |  |       |  |  | Patrick Dunbar, VI conte di March |  |  | Patrick, V conte di March |  |
|                                     |                                    |                                         |                                         |  |  |       |  |  | Patrick Dunbar, VI conte di March |  |  | Patrick, V conte di March |  |
|                                     |                                    | Ada di Scozia                           |                                         |  |  |       |  |  | Patrick Dunbar, VI conte di March |  |  |                           |  |
| Patrick Dunbar, VII conte di March  |                                    |                                         |                                         |  |  |       |  |  | Patrick Dunbar, VI conte di March |  |  |                           |  |
|                                     |                                    | Eufemia Bruce                           | William Bruce, III signore di Annandale |  |  |       |  |  |                                   |  |  |                           |  |
|                                     |                                    | Eufemia Bruce                           | William Bruce, III signore di Annandale |  |  |       |  |  |                                   |  |  |                           |  |
|                                     |                                    | Eufemia Bruce                           | Christina                               |  |  |       |  |  |                                   |  |  |                           |  |
| Patrick Dunbar, VIII conte di March |                                    | Eufemia Bruce                           |                                         |  |  |       |  |  |                                   |  |  |                           |  |
|                                     |                                    | John                                    | …                                       |  |  |       |  |  |                                   |  |  |                           |  |
|                                     |                                    | John                                    | …                                       |  |  |       |  |  |                                   |  |  |                           |  |
|                                     |                                    | John                                    | …                                       |  |  |       |  |  |                                   |  |  |                           |  |
| Cecilia McJohn                      |                                    | John                                    |                                         |  |  |       |  |  |                                   |  |  |                           |  |
|                                     |                                    | …                                       | …                                       |  |  |       |  |  |                                   |  |  |                           |  |
|                                     |                                    | …                                       | …                                       |  |  |       |  |  |                                   |  |  |                           |  |
|                                     |                                    | …                                       | …                                       |  |  |       |  |  |                                   |  |  |                           |  |
| Patrick Dunbar, IX conte di March   |                                    | …                                       |                                         |  |  |       |  |  |                                   |  |  |                           |  |
|                                     | William Comyn, signore di Badenoch | Richard Comyn                           |                                         |  |  |       |  |  |                                   |  |  |                           |  |
|                                     | William Comyn, signore di Badenoch | Richard Comyn                           |                                         |  |  |       |  |  |                                   |  |  |                           |  |
|                                     | William Comyn, signore di Badenoch | Hextilda di Tynedale                    |                                         |  |  |       |  |  |                                   |  |  |                           |  |
| Alexander Comyn, II conte di Buchan | William Comyn, signore di Badenoch |                                         |                                         |  |  |       |  |  |                                   |  |  |                           |  |
|                                     |                                    | Margaret Colhan                         | …                                       |  |  |       |  |  |                                   |  |  |                           |  |
|                                     |                                    | Margaret Colhan                         | …                                       |  |  |       |  |  |                                   |  |  |                           |  |
|                                     |                                    | Margaret Colhan                         | …                                       |  |  |       |  |  |                                   |  |  |                           |  |
| Marjory Comyn                       |                                    | Margaret Colhan                         |                                         |  |  |       |  |  |                                   |  |  |                           |  |
|                                     |                                    | Roger de Quincy, II conte di Winchester | Saer de Quincy, I conte di Winchester   |  |  |       |  |  |                                   |  |  |                           |  |
|                                     |                                    | Roger de Quincy, II conte di Winchester | Saer de Quincy, I conte di Winchester   |  |  |       |  |  |                                   |  |  |                           |  |
|                                     |                                    | Roger de Quincy, II conte di Winchester | Margaret de Beaumont                    |  |  |       |  |  |                                   |  |  |                           |  |
| Elizabeth de Quincy                 |                                    | Roger de Quincy, II conte di Winchester |                                         |  |  |       |  |  |                                   |  |  |                           |  |
|                                     |                                    | Elena di Galloway                       | Alan di Galloway                        |  |  |       |  |  |                                   |  |  |                           |  |
|                                     |                                    | Elena di Galloway                       | Alan di Galloway                        |  |  |       |  |  |                                   |  |  |                           |  |
|                                     |                                    | Elena di Galloway                       | ? de Lacy                               |  |  |       |  |  |                                   |  |  |                           |  |
|                                     |                                    | Elena di Galloway                       |                                         |  |  |       |  |  |                                   |  |  |                           |  |